# PIGS-länderna

PIGS-länderna i klarrött och i blekare rött de länder som ingår i begreppen PIIGS respektive PIIGGS 2010.

PIGS-länderna är en kontroversiell beteckning för fyra europeiska länder - Portugal, Italien, Grekland och Spanien - som i samband med eurokrisen fick stora problem med sina statsskulder och förlorat förtroende på finansmarknaden att upplåna kapital. Förkortningen ”PIGS” , baserad på de fyra ländernas initialbokstäver, myntades av medier i engelskspråkiga länder. Eftersom pigs också betyder grisar på engelska har beteckningen en nedsättande karaktär och används inte i till exempel officiella sammanhang.
I vissa sammanhang ersätts Italien med Irland. Ibland inkluderas både Irland och Italien under beteckningen PIIGS-länderna.
Under 2011 har förkortningen PIIGS delvis först ersatts av GIPSI och slutligen GIIPS för att undvika eventuella uttalsförväxlingar med grisar eller folkgrupper.
På sommaren 2011 räknades Grekland, Irland och Portugal som akuta krisländer. Nivån därunder intogs av Spanien. Därefter följde Italien, Frankrike och Belgien - länder med stora statsskulder som inte hade haft den politiska kraften att genomföra finanspolitiska åtstramningar. I slutet av 2010-talet hade begreppet i stort sett tappat sin användning.